# Benito Espinós
Benito Espinós (n. 23 martie 1748, Valencia, Comunitatea Valenciană, Spania – d. 23 martie 1818, Valencia, Comunitatea Valenciană, Spania) a fost un pictor spaniol specializat în naturi statice și ornamentație florale.

## Biografie
Tatăl său, José Espinós (1721-1784), a fost un pictor și gravor care se instruise cu maestrul baroc, Evaristo Muñoz⁠(d). Și-a început cariera lucrând în atelierul tatălui său, pictând modele decorative pentru fabrica de textile care fusese înființată în Valencia de  Cinco Gremios Mayores (Cinci bresle) din Madrid. În 1784, a fost numit director al Școlii de Flori și Ornamentație de la Real Academia de Bellas Artes de San Carlos, a cărei funcție principală era furnizarea de design pentru industria mătăsii. Prin medierea Conde de Floridablanca⁠(d), el a primit și comisioane de la Curtea Regală. În 1788, a călătorit la Madrid, cu scopul de a prezenta cinci dintre picturile sale viitorului rege Carlos al IV -lea.
În 1815, după ce a suferit un accident vascular cerebral care l-a făcut să-și piardă vederea la un ochi, a demisionat din funcția de la Academie. În anii pe care i-a petrecut acolo, a predat și a influențat câțiva artiști care aveau să devină pictori de flori remarcabili, printre care Miguel Parra Abril⁠(d) și José Romá.
În munca sa, se pot distinge două faze clare; prima care prezenta ghirlande elaborate, susținute de scene sau figuri arhitecturale, iar a doua, constând în mare parte din aranjamente florale naturale cu vaze și alte elemente de recuzită simple. Toate lucrările sale păstrează un stil clasic strict. Multe dintre lucrările sale pot fi văzute la Reial Acadèmia Catalana de Belles Arts de Sant Jordi⁠(d).